# Detector de gas

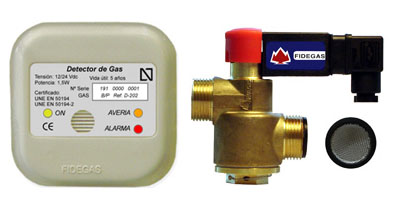
Detector de gas D-202.

Un detector de gas es un aparato que detecta la presencia de gas en el aire, lo que permite reconocer a una fuga de gas.

## Funcionamiento
A partir de una determinada concentración de gas, el detector emite una señal óptico–acústica (visual y sonora) de aviso.
Además, los detectores del Tipo B, y los del Tipo A, pueden poner en funcionamiento un sistema de corte automático de gas. El corte automático de gas es un sistema que cierra su suministro al recibir una determinada señal procedente de un detector de gas, de una central de alarmas o de cualquier otro dispositivo previsto, siendo la reapertura del suministro únicamente posible tras ello mediante un rearme manual.